# Campionati del mondo di duathlon del 2016
I Campionati del mondo di duathlon del 2016 (XXVII edizione) si sono tenuti a Avilés in Spagna, in data 4-5 giugno 2016.
Tra gli uomini ha vinto il sudafricano Richard Murray, mentre la gara femminile è andata alla britannica Emma Pallant.
La gara junior ha visto trionfare il britannico Alex Yee e la svizzera Delia Sclabas.
Il titolo di Campione del mondo di duathlon della categoria under 23 è andato all'olandese Jorik Van Egdom. Tra le donne si è aggiudicata il titolo di Campionessa del mondo di duathlon della categoria under 23 la spagnola Claudia Luna.

## Risultati

### Élite uomini
| Pos. | Pos.                        | Paese       | Corsa    | Bici     | Corsa    | Totale   |
| ---- | --------------------------- | ----------- | -------- | -------- | -------- | -------- |
|      | Richard Murray              | Sudafrica   | 00:30:42 | 00:54:47 | 00:16:07 | 01:42:18 |
|      | Emilio Martin               | Spagna      | 00:30:41 | 00:54:53 | 00:16:23 | 01:42:35 |
|      | Jorik Van Egdom             | Paesi Bassi | 00:30:42 | 00:54:46 | 00:16:31 | 01:42:41 |
| 4    | Seth Totten                 | Stati Uniti | 00:30:42 | 00:54:50 | 00:16:39 | 01:42:55 |
| 5    | Benjamin Choquert           | Francia     | 00:30:42 | 00:55:48 | 00:15:56 | 01:43:07 |
| 6    | Moussa Karich               | Brunei      | 00:30:40 | 00:55:51 | 00:16:05 | 01:43:22 |
| 7    | Sergey Yakovlev             | Russia      | 00:30:41 | 00:55:49 | 00:16:08 | 01:43:23 |
| 8    | Benoit Nicolas              | Francia     | 00:30:41 | 00:55:49 | 00:16:29 | 01:43:42 |
| 9    | Yohan Le Berre              | Francia     | 00:30:42 | 00:54:51 | 00:18:59 | 01:45:08 |
| 10   | Carl Avery                  | Regno Unito | 00:31:45 | 00:56:42 | 00:16:22 | 01:45:36 |
| 11   | Sergio Lorenzo Prieto       | Spagna      | 00:31:30 | 00:56:59 | 00:16:23 | 01:45:37 |
| 12   | Daniel Canala               | Australia   | 00:31:59 | 00:56:34 | 00:16:27 | 01:45:44 |
| 13   | Luis Miguel Martin Berlanas | Spagna      | 00:31:29 | 00:57:05 | 00:16:28 | 01:45:53 |
| 14   | Igor Andreev                | Russia      | 00:31:30 | 00:57:03 | 00:16:42 | 01:46:02 |
| 15   | Toumi Dahmani               | Marocco     | 00:31:44 | 00:56:48 | 00:16:50 | 01:46:05 |
| 16   | João Pedro Ferreira Pereira | Portogallo  | 00:31:29 | 00:57:06 | 00:16:42 | 01:46:07 |
| 17   | Cristobal Garcia Guillen    | Spagna      | 00:31:58 | 00:56:32 | 00:16:57 | 01:46:11 |
| 18   | Max Schröter                | Germania    | 00:31:58 | 00:56:34 | 00:17:02 | 01:46:17 |
| 19   | Philip Wylie                | Regno Unito | 00:31:45 | 00:56:53 | 00:16:59 | 01:46:18 |
| 20   | Yuya Fukaura                | Giappone    | 00:31:58 | 00:56:38 | 00:16:59 | 01:46:19 |
| 21   | Danny Russell               | Regno Unito | 00:31:44 | 00:56:53 | 00:17:09 | 01:46:33 |
| 22   | Angelo Vandecasteele        | Belgio      | 00:32:14 | 00:56:19 | 00:17:29 | 01:46:48 |
| 23   | Ivan Caceres                | Spagna      | 00:32:08 | 00:56:24 | 00:17:46 | 01:47:00 |
| 24   | Emmanuel Lejeune            | Belgio      | 00:30:58 | 00:57:33 | 00:18:01 | 01:47:18 |
| 25   | Daniel Jenkin               | Regno Unito | 00:31:45 | 00:56:50 | 00:18:21 | 01:47:44 |
| 26   | Vincent Bierinckx           | Belgio      | 00:32:47 | 00:57:17 | 00:17:16 | 01:48:04 |
| 27   | Stein Posthuma              | Paesi Bassi | 00:32:14 | 00:56:11 | 00:19:00 | 01:48:10 |
| 28   | Fumiya Tanaka               | Giappone    | 00:32:01 | 00:56:35 | 00:19:09 | 01:48:30 |
| 29   | Travis Johnston             | Sudafrica   | 00:33:23 | 00:56:42 | 00:17:41 | 01:48:33 |
| 30   | Adam Rudgley                | Australia   | 00:33:12 | 00:56:50 | 00:18:01 | 01:48:46 |
| 31   | Robert-Zsolt Budai          | Romania     | 00:33:14 | 00:56:46 | 00:18:04 | 01:48:54 |
| 32   | Roger Roca Dalmau           | Spagna      | 00:32:35 | 00:57:31 | 00:18:11 | 01:49:03 |
| 33   | Rafael Domingos             | Portogallo  | 00:33:13 | 00:56:50 | 00:18:30 | 01:49:18 |
| 34   | Masaaki Kurihara            | Giappone    | 00:32:46 | 00:57:16 | 00:18:58 | 01:49:43 |
| 35   | Gustavo Rodriguez Iglesias  | Spagna      | 00:32:01 | 00:56:26 | 00:20:55 | 01:50:27 |
| 36   | Ciprian Balanescu           | Romania     | 00:34:04 | 00:57:57 | 00:18:14 | 01:50:57 |
| 37   | Tobias Hibbe                | Germania    | 00:34:00 | 00:58:01 | 00:18:12 | 01:50:59 |
| 38   | Raul Manso                  | Spagna      | 00:32:00 | 00:58:02 | 00:20:19 | 01:51:10 |
| 39   | Francisco Viana             | Brasile     | 00:34:26 | 00:57:36 | 00:18:59 | 01:51:45 |
| 40   | Ryuichiro Misu              | Giappone    | 00:33:12 | 00:56:53 | 00:25:55 | 01:56:53 |

### Élite donne
| Pos. | Pos.                       | Paese       | Corsa    | Bici     | Corsa    | Totale   |
| ---- | -------------------------- | ----------- | -------- | -------- | -------- | -------- |
|      | Emma Pallant               | Regno Unito | 00:35:19 | 01:02:48 | 00:17:54 | 01:56:45 |
|      | Andrea Steyn               | Sudafrica   | 00:35:20 | 01:02:38 | 00:18:02 | 01:56:52 |
|      | Margarita Garcia Cañellas  | Spagna      | 00:35:19 | 01:02:48 | 00:18:22 | 01:57:17 |
| 4    | Lisa Sieburger             | Germania    | 00:35:20 | 01:02:47 | 00:18:56 | 01:57:46 |
| 5    | Sandrina Illes             | Austria     | 00:35:21 | 01:02:48 | 00:18:54 | 01:57:48 |
| 6    | Giorgia Priarone           | Italia      | 00:35:42 | 01:04:35 | 00:19:40 | 02:00:45 |
| 7    | Ana Filipa Santos          | Portogallo  | 00:37:12 | 01:04:27 | 00:19:29 | 02:01:57 |
| 8    | Julie Chuberre Dode        | Francia     | 00:36:35 | 01:05:01 | 00:19:42 | 02:02:06 |
| 9    | Lesley Smit                | Paesi Bassi | 00:36:35 | 01:05:03 | 00:19:57 | 02:02:25 |
| 10   | Ilse Geldhof               | Belgio      | 00:37:14 | 01:04:25 | 00:20:36 | 02:03:02 |
| 11   | Michelle Dillon            | Regno Unito | 00:37:12 | 01:04:31 | 00:20:27 | 02:03:22 |
| 12   | Laura Álvarez Bedia        | Spagna      | 00:37:13 | 01:06:29 | 00:19:27 | 02:03:58 |
| 13   | Claudia Luna               | Spagna      | 00:37:13 | 01:06:28 | 00:19:43 | 02:04:16 |
| 14   | Susanne Svendsen           | Danimarca   | 00:37:58 | 01:05:43 | 00:20:28 | 02:04:56 |
| 15   | Davinia Albinyana Teruel   | Spagna      | 00:37:15 | 01:06:27 | 00:20:34 | 02:05:04 |
| 16   | Guadalupe J Aguilar Corona | Messico     | 00:36:56 | 01:06:42 | 00:20:46 | 02:05:14 |
| 17   | Hideko Kikuchi             | Giappone    | 00:38:00 | 01:05:40 | 00:20:52 | 02:05:21 |
| 18   | Lucia Perez Lopez          | Spagna      | 00:38:00 | 01:05:37 | 00:21:08 | 02:05:44 |
| 19   | Miriam Van Reijen          | Paesi Bassi | 00:39:02 | 01:06:50 | 00:20:03 | 02:06:47 |
| 20   | Noelia Juan                | Spagna      | 00:38:09 | 01:07:47 | 00:21:22 | 02:08:09 |
| 21   | Nayara Luniere             | Brasile     | 00:38:20 | 01:07:29 | 00:21:49 | 02:08:40 |

### Junior uomini
| Pos. | Pos.                    | Paese       | Corsa    | Bici     | Corsa    | Totale   |
| ---- | ----------------------- | ----------- | -------- | -------- | -------- | -------- |
|      | Alex Yee                | Regno Unito | 00:15:00 | 00:28:30 | 00:07:36 | 00:51:40 |
|      | Alberto Gonzalez Garcia | Spagna      | 00:15:07 | 00:28:17 | 00:07:47 | 00:51:50 |
|      | Javier Lluch Perez      | Spagna      | 00:15:04 | 00:28:21 | 00:08:01 | 00:52:06 |
| 4    | Noah Servais            | Belgio      | 00:15:04 | 00:28:24 | 00:08:05 | 00:52:09 |
| 5    | Dely Arnaud             | Belgio      | 00:15:03 | 00:28:25 | 00:08:09 | 00:52:18 |
| 6    | Andres Cendan Llorens   | Spagna      | 00:15:29 | 00:29:38 | 00:08:06 | 00:53:51 |
| 7    | Arnaud Mengal           | Belgio      | 00:15:31 | 00:29:33 | 00:08:11 | 00:53:59 |
| 8    | Francisco Luis          | Portogallo  | 00:15:37 | 00:29:30 | 00:08:19 | 00:54:07 |
| 9    | Juan Caro Guillem       | Spagna      | 00:15:27 | 00:29:36 | 00:08:25 | 00:54:09 |
| 10   | Tiago Leão              | Portogallo  | 00:15:37 | 00:29:26 | 00:08:30 | 00:54:14 |
| 11   | Federico Spinazzé       | Italia      | 00:15:33 | 00:29:34 | 00:08:25 | 00:54:17 |
| 12   | Matthew Greer           | Sudafrica   | 00:15:34 | 00:29:31 | 00:08:33 | 00:54:22 |
| 13   | Jesus Del Val Benitez   | Spagna      | 00:15:56 | 00:29:49 | 00:08:10 | 00:54:38 |
| 14   | Leonardo Aniceto        | Portogallo  | 00:15:56 | 00:29:40 | 00:08:31 | 00:54:54 |
| 15   | Ryouya Tamazaki         | Giappone    | 00:15:58 | 00:29:48 | 00:08:34 | 00:54:57 |
| 16   | Ryota Horii             | Giappone    | 00:16:07 | 00:29:32 | 00:08:43 | 00:55:04 |
| 17   | Diogo Nóbrega           | Portogallo  | 00:16:08 | 00:29:33 | 00:08:46 | 00:55:11 |
| 18   | Valerio Cattabriga      | Italia      | 00:16:23 | 00:29:18 | 00:08:55 | 00:55:20 |
| 19   | Lewis Byram             | Regno Unito | 00:16:24 | 00:29:14 | 00:09:06 | 00:55:30 |
| 20   | Adriaan Myburgh         | Sudafrica   | 00:16:23 | 00:29:18 | 00:09:36 | 00:56:01 |
| 21   | Nathan Le Roux          | Sudafrica   | 00:17:22 | 00:31:15 | 00:09:50 | 00:59:21 |
| 22   | Yuma Miura              | Giappone    | 00:17:49 | 00:36:15 | 00:10:31 | 01:05:27 |

### Junior donne
| Pos. | Pos.                      | Paese       | Corsa    | Bici     | Corsa    | Totale   |
| ---- | ------------------------- | ----------- | -------- | -------- | -------- | -------- |
|      | Delia Sclabas             | Svizzera    | 00:16:43 | 00:32:31 | 00:08:48 | 00:58:55 |
|      | Kate Waugh                | Regno Unito | 00:17:06 | 00:32:08 | 00:09:15 | 00:59:14 |
|      | Madalena Amaral Almeida   | Portogallo  | 00:17:06 | 00:32:05 | 00:09:19 | 00:59:16 |
| 4    | Francesca Crestani        | Italia      | 00:18:13 | 00:33:22 | 00:09:41 | 01:02:06 |
| 5    | Sharon Belén García       | Spagna      | 00:18:13 | 00:33:19 | 00:09:50 | 01:02:11 |
| 6    | Serena O'Connor           | Regno Unito | 00:17:29 | 00:34:26 | 00:09:47 | 01:02:28 |
| 7    | Itzel G Arroyo Aquino     | Messico     | 00:17:30 | 00:34:20 | 00:10:01 | 01:02:41 |
| 8    | Edymar Daniely Brea Abreu | Venezuela   | 00:17:30 | 00:35:33 | 00:10:08 | 01:03:51 |
| 9    | Carlotta Bonacina         | Italia      | 00:18:31 | 00:34:29 | 00:10:37 | 01:04:25 |
| 10   | Maude Elaine Le Roux      | Sudafrica   | 00:18:57 | 00:34:01 | 00:11:45 | 01:05:35 |
| 11   | Txell Jarque Pujals       | Spagna      | 00:18:17 | 00:37:01 | 00:10:19 | 01:06:25 |
| 12   | Raquel Mateos Gil         | Spagna      | 00:20:03 | 00:36:37 | 00:11:41 | 01:09:18 |

### Under 23 uomini
| Pos. | Atleta                      | Paese       | Corsa    | Bici     | Corsa    | Totale   |
| ---- | --------------------------- | ----------- | -------- | -------- | -------- | -------- |
|      | Jorik Van Egdom             | Paesi Bassi | 00:30:42 | 00:54:46 | 00:16:31 | 01:42:41 |
|      | Daniel Canala               | Australia   | 00:31:59 | 00:56:34 | 00:16:27 | 01:45:44 |
|      | João Pedro Ferreira Pereira | Portogallo  | 00:31:29 | 00:57:06 | 00:16:42 | 01:46:07 |
| 4    | Max Schröter                | Germania    | 00:31:58 | 00:56:34 | 00:17:02 | 01:46:17 |
| 5    | Rafael Domingos             | Portogallo  | 00:33:13 | 00:56:50 | 00:18:30 | 01:49:18 |
| 6    | Raul Manso                  | Spagna      | 00:32:00 | 00:58:02 | 00:20:19 | 01:51:10 |
| 7    | Ryuichiro Misu              | Giappone    | 00:33:12 | 00:56:53 | 00:25:55 | 01:56:53 |

### Under 23 donne
| Pos. | Atleta       | Paese  | Corsa    | Bici     | Corsa    | Totale   |
| ---- | ------------ | ------ | -------- | -------- | -------- | -------- |
|      | Claudia Luna | Spagna | 00:37:13 | 01:06:28 | 00:19:43 | 02:04:16 |
|      | Noelia Juan  | Spagna | 00:38:09 | 01:07:47 | 00:21:22 | 02:08:09 |